# Loi 104
Vous lisez un « article de qualité » labellisé en 2011.
Pour les articles homonymes, voir Loi modifiant la Charte de la langue française.
Lire en ligne

[PDF] Texte officiel

La Loi modifiant la Charte de la langue française (appelée « loi 104 ») est une loi modificatrice québécoise, présentée par le gouvernement Landry en 2002, qui a permis de faire des ajustements à plusieurs dispositions de la politique linguistique du Québec. Son objectif principal était d'effectuer des rectifications à la Charte de la langue française à la suite des recommandations des États généraux sur la situation et l'avenir de la langue française au Québec.
L'un des plus importants changements apportés est la modification des critères rendant un enfant admissible à fréquenter une école anglophone subventionnée par l'État. Toutefois, en 2009, cet amendement a été jugé non conforme à la Constitution par la Cour suprême du Canada. En 2010, le gouvernement Charest a alors fait adopter la loi 115 rendant caduques les modifications mises en vigueur dans le cadre de la loi 104.
La loi 104 a aussi conduit à la réorganisation des organismes gouvernementaux travaillant dans le domaine de la langue. Cette réorganisation a amené la création de l'Office québécois de la langue française (OQLF). La loi no 104 a été adoptée par l'Assemblée nationale du Québec le 12 juin 2002 et est entrée en vigueur le 1er octobre 2002, à l'exception de certaines de ses dispositions.

## Contexte historique

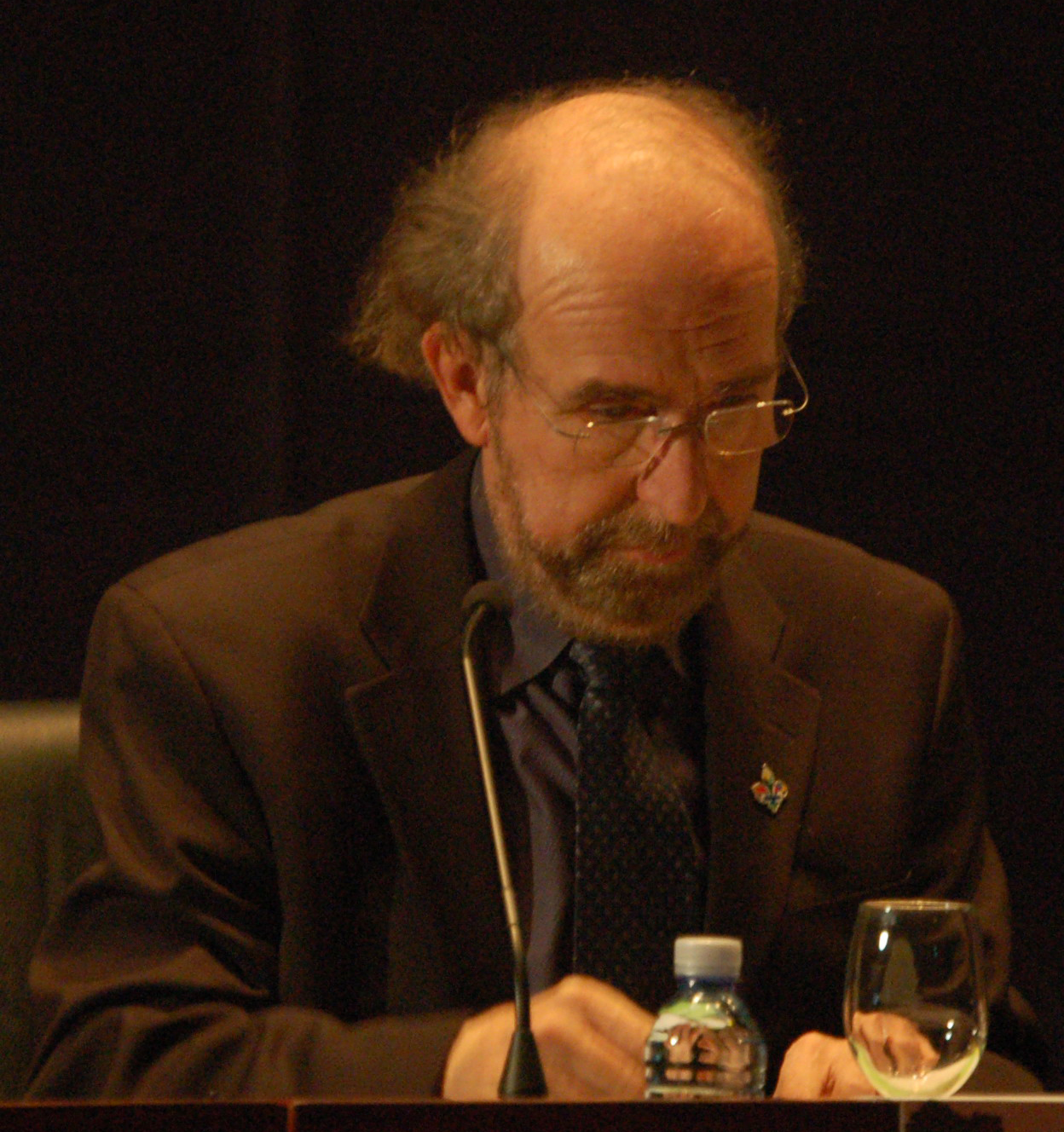
Gérald Larose, président des États généraux

### Les États généraux
En juin 2000, la ministre péquiste Louise Beaudoin annonce la tenue des États généraux sur la situation et l'avenir de la langue française au Québec. Cette importante consultation vise à renouveler les politiques publiques du gouvernement en matière de protection de la langue. Le rapport Le français, une langue pour tout le monde est rendu public en août 2001 et présente au gouvernement 149 recommandations visant à « assurer l'usage, le rayonnement et la qualité de la langue française au Québec. »
La Loi modifiant la Charte de la langue française vise à faire suite au rapport de ces États généraux. Sans reprendre l'ensemble des recommandations, cette loi s'inspire d'un grand nombre d'entre elles.

### L'école anglaise subventionnée
| École subventionnée (privée ou publique) | École subventionnée (privée ou publique) | École non subventionnée |
| ---------------------------------------- | --- | ----------------------- |
| Française                                | Anglaise | Tous                    |
| Tous                                     | - Enfants ayant eu la majeure partie de leur éducation en anglais au Canada ; - Enfants d'un parent canadien ayant eu la majeure partie de son éducation en anglais au Canada ; - Frères et sœurs des enfants y ayant accès ; - Enfants bénéficiant d'une autorisation spéciale. | Tous                    |
| (Source du tableau : Charte, art. 73.)   | |                         |

L'une des mesures importantes de la loi est la modification de l'article 73 de la Charte de la langue française. Cet article réserve l'accès aux écoles anglaises subventionnées par l'État aux anglophones. Cette mesure, datant des années 1970, vise à rendre obligatoire aux francophones et aux allophones la fréquentation de l'école française, tout en permettant à la minorité anglophone de continuer à fréquenter les écoles anglaises. Dans tous les cas, les écoles ne recevant pas de subventions de l'État ne sont pas assujetties à la loi et les parents peuvent alors choisir d'envoyer leurs enfants à l'école française ou anglaise. En 2012, il y avait une quinzaine d'écoles privées non subventionnées.
Pour déterminer si un enfant fait partie de la minorité anglophone ayant droit à l'école anglaise subventionnée, la Charte de la langue française établit certains critères (voir tableau ci-contre). De façon générale, ces critères sont basés sur l'éducation que reçoit présentement l'enfant ou l'éducation qu'ont reçue les parents de l'enfant. Dans tous les cas, il n'est pas tenu compte de l'éducation qui a été reçue à l'extérieur du Canada. Ces critères ont été en partie fixés par l'Assemblée nationale lors de l'adoption de la Charte de la langue française mais éventuellement élargi (initialement seul l'enseignement en anglais reçu au Québec par un enfant ou sa famille serait pris en compte pour décider), mais aussi dictés par l'article 23 de la Charte canadienne des droits et libertés.
Au fil des années, plusieurs personnes ont toutefois réussi à contourner les critères de la Charte. En envoyant l'enfant dans une école anglaise non subventionnée lors de sa première année d'école, les parents pouvaient faire, à la fin de l'année, une demande d'admission dans une école subventionnée. L'enfant avait ainsi passé « la majeure partie » de son éducation primaire en anglais. Certains ont donc accusé ces personnes de « s'acheter » un droit linguistique puisqu'elles n'avaient qu'à payer l'école non subventionnée à leur enfant pour bénéficier ainsi d'un droit réservé à la minorité anglophone.
Le nombre de personnes ayant bénéficié de ce contournement varie beaucoup selon les calculs. Selon les sources, il s'agirait d'un nombre variant d'une centaine à plus de quatre mille personnes. La différence s'explique par le fait que certains groupes ne comptabilisent que les personnes qui ont fait un court séjour à l'école non subventionnée pour ensuite aller à l'école subventionnée, alors que le gouvernement prend en compte l'ensemble des personnes qui ont fait un séjour à l'école anglaise non subventionnée alors qu'elles n'étaient pas admissibles à l'école subventionnée.
Ce phénomène a permis de voir apparaître ce que certains ont appelé les « écoles passerelles ». Plusieurs écoles anglophones non subventionnées accueillaient des élèves pour quelques semaines, ou quelques mois seulement, simplement pour permettre à ces enfants de « passer » vers le réseau anglophone subventionné.
La loi no 104 tentait donc de répondre à ce phénomène. Les États généraux sur la langue française avaient mis en lumière la diminution de la population de langue française sur l'île de Montréal. Les politiques en matière de langue d'enseignement étaient l'une des voies pour contrer ce phénomène.

## Adoption de la loi

### Adoption du projet de loi
Le projet de loi no 104 a été présenté à l'Assemblée nationale du Québec par la ministre responsable de l'application de la Charte de la langue française, Diane Lemieux, le 7 mai 2002. Le vote final a eu lieu le 12 juin 2002, l'ensemble des députés présents à l'Assemblée nationale se sont alors exprimés en faveur de son adoption et ce, peu importe leur allégeance. Les députés provenaient du Parti québécois, du Parti libéral et de l'Action démocratique.
Des consultations particulières avaient eu lieu les 15, 16 et 23 mai pour entendre les organismes qui souhaitaient s'exprimer sur le projet de loi ; la commission sur la culture s'était réunie les 31 mai, 4 et 6 juin pour étudier le projet de loi en détail.
La lieutenant-gouverneur a sanctionné la loi le 13 juin 2002 et elle est ainsi entrée en vigueur le 1er octobre 2002. Toutefois, certains articles n'entraient en vigueur qu'au moment où le gouvernement le jugeait opportun. L'ensemble de ceux-ci sont maintenant en vigueur à l'exception de l'article 1 du projet de loi (voir section Langue dans l'administration publique).

### Positions des partis politiques
Le projet de loi étant présenté par le gouvernement Landry, il bénéficiait de l'appui des députés péquistes, majoritaires à l'Assemblée nationale. Le Parti libéral s'est exprimé en faveur de l'esprit général du projet de loi, mais s'opposait à plusieurs de ses dispositions. Lors du vote sur le principe général, le porte-parole de l'opposition officielle pour les questions relatives à la Charte de la langue française, Pierre-Étienne Laporte, avait exprimé ses réserves sur la fusion des différents organismes chargés de la politique linguistique et le manque de souplesse dans la modification de l'article 73 de la Charte. Malgré ses inquiétudes sur la rigidité de l'article 73, les libéraux étaient en accord avec le fait d'exclure le passage dans une école anglaise non subventionnée dans le calcul nécessaire pour avoir accès à l'école anglaise subventionnée,. Lors du vote sur l'adoption du projet de loi, le député libéral Benoît Pelletier appuyait la volonté du gouvernement de protéger la langue française :

« Cette absence de querelle, en quelque sorte, c'est ce que nous appelons la paix linguistique. Nous en bénéficions aujourd'hui, nous en profitons. Nous nous en réjouissons, par ailleurs, dans l'opposition officielle, et notre but, M. le Président, c'est de préserver la paix linguistique et de continuer dans cette espèce d'atmosphère qui est extrêmement propice au dialogue entre la majorité francophone et la minorité anglophone au Québec. »

— Benoît Pelletier, Discours lors de l'adoption du projet de loi
Les deux députés de l'Action démocratique du Québec ne sont pas intervenus sur le débat du projet de loi.

## Contenu
La loi no 104 a porté ses modifications sur cinq thèmes différents :
1. la langue d'enseignement au primaire et au secondaire (voir section 3.1) ;
2. les organismes gouvernementaux traitant des questions linguistiques (voir section 3.2) ;
3. les politiques linguistiques des collèges et universités québécois (voir section 3.3.) ;
4. la langue dans l'administration publique (voir section 3.4) ;
5. la langue dans le milieu de travail (voir section 3.5).

### Langue d'enseignement

#### La modification
| « L'importance des dispositions de la Charte de la langue française relatives à la scolarisation en français n'est plus à démontrer. Elles doivent continuer de jouer un rôle déterminant en matière d'orientation linguistique vers la société d'accueil majoritairement de langue française au Québec. […] Pour la réaliser au Québec, il a fallu l'induire par la Charte de la langue française à cause de la force d'attraction qu'exerce l'anglais. Encore aujourd'hui, cet acquis demeure fragile, puisque certains s'emploient à contester sans relâche le principe de la scolarisation en français au Québec. » — Diane Lemieux, Discours sur la présentation du principe du projet de loi |

La loi modifie l'article 73 de la Charte de la langue française de deux façons.
La première modification vise à interdire la prise en compte des années passées dans les écoles anglaises non subventionnées pour définir si une personne est admissible à l'école anglaise subventionnée. Tous les parents, quelle que soit leur langue maternelle, peuvent continuer à envoyer leurs enfants à l'école de leur choix si celle-ci n'est pas subventionnée par l'État. Toutefois, ce séjour à l'école privée ne facilitera pas leur admissibilité à l'école anglaise subventionnée. Auparavant, certains enfants profitaient d'un séjour à l'école privée non subventionnée pour accéder ensuite à l'école anglaise subventionnée. Ce droit d'accès à l'école subventionnée était automatiquement valide autant pour ces futurs enfants, que pour les frères et sœurs de cet enfant. La ministre souhaitait donc par cette mesure renforcer l'obligation de fréquenter l'école française pour les francophones et les allophones.
La deuxième modification importante touchait les personnes qui fréquentaient l'école anglaise subventionnée en raison d'une autorisation spéciale. Certains enfants qui normalement n'ont pas accès à l'école anglaise subventionnée peuvent demander au ministre de l'Éducation une autorisation spéciale de fréquenter une telle école. Cette exception est accordée pour des motifs humanitaires ou en raison de difficultés d'apprentissage,. Cette procédure d'exception continue à exister après le projet de loi, mais ce séjour à l'école anglaise subventionnée ne donne plus le droit à cet enfant d'envoyer ses futurs enfants à l'école subventionnée. De même, lors de l'adoption du projet de loi, un débat a eu lieu à savoir si les frères et sœurs d'un enfant sujet à une autorisation spéciale pouvaient l'accompagner à l'école subventionnée. Plusieurs groupes en commission parlementaire avaient critiqué la position du gouvernement de ne pas permettre aux frères et sœurs de fréquenter la même école lorsque l'un d'eux bénéficiait d'une autorisation spéciale. Le Parti libéral avait appuyé cette demande, et la ministre a décidé de modifier son projet de loi pour permettre aux frères et sœurs de fréquenter la même école que l'enfant bénéficiant de l'autorisation spéciale.
L'opposition officielle de l'époque, le Parti libéral du Québec, s'est exprimée en faveur de ces modifications. Les seuls groupes s'étant opposés à la modification sont les associations représentant les écoles anglophones. L'Association des écoles privées du Québec (AEPQ) a dénoncé cette mesure parce qu'elle contribuait davantage à l'isolement des communautés linguistiques et minerait les efforts d'intégration entre francophones et anglophones dans les écoles anglaises. L'AEPQ avait proposé au gouvernement de modifier le projet de loi de façon à exclure uniquement les élèves faisant moins de trois ans à l'école privée non subventionnée. Cette mesure aurait, selon l'Association, ciblé l'intervention législative uniquement sur les enfants faisant un court séjour pour simplement acheter le droit d'aller à l'école anglaise. Cette position était appuyée par plusieurs autres groupes de la communauté anglophone. Cette proposition n'a pas été retenue par la ministre Lemieux.
À l'opposé, certains groupes ont demandé à la ministre d'aller plus loin dans la modification des règles touchant la langue d'enseignement au Québec. Le Mouvement national des Québécoises et Québécois (MNQ) et la Centrale des syndicats du Québec (CSQ) revendiquaient que le gouvernement du Québec entame des procédures pour modifier l'article 23 de la Charte canadienne des droits et libertés afin que cet article ne s'applique plus au Québec,. Ces deux groupes critiquaient principalement le fait que cet article oblige le Québec à offrir l'enseignement en anglais subventionné aux citoyens canadiens (à la suite d'un déménagement au Québec par exemple) même s'ils n'avaient pas suivi leur éducation au Québec. Cette modification aurait nécessité l'accord du gouvernement fédéral, ce qui semblait peu probable. La ministre n'a pas repris cette demande.
| Article 73 de la Charte avant la loi no 104 (1993-2002) | Article 73 de la Charte après la loi no 104 (2002-2010) |
| --- | --- |
| 73. Peuvent recevoir l'enseignement en anglais, à la demande de l'un de leurs parents : | 73. Peuvent recevoir l'enseignement en anglais, à la demande de l'un de leurs parents : |
| 1° les enfants dont le père ou la mère est citoyen canadien et a reçu un enseignement primaire en anglais au Canada, pourvu que cet enseignement constitue la majeure partie de l'enseignement primaire reçu au Canada ;                                                                                   | 1° les enfants dont le père ou la mère est citoyen canadien et a reçu un enseignement primaire en anglais au Canada, pourvu que cet enseignement constitue la majeure partie de l'enseignement primaire reçu au Canada ; |
| 2° les enfants dont le père ou la mère est citoyen canadien et qui ont reçu ou reçoivent un enseignement primaire ou secondaire en anglais au Canada, de même que leurs frères et sœurs, pourvu que cet enseignement constitue la majeure partie de l'enseignement primaire ou secondaire reçu au Canada ; | 2° les enfants dont le père ou la mère est citoyen canadien et qui ont reçu ou reçoivent un enseignement primaire ou secondaire en anglais au Canada, de même que leurs frères et sœurs, pourvu que cet enseignement constitue la majeure partie de l'enseignement primaire ou secondaire reçu au Canada ; |
| 3° les enfants dont le père et la mère ne sont pas citoyens canadiens mais dont l'un d'eux a reçu un enseignement primaire en anglais au Québec, pourvu que cet enseignement constitue la majeure partie de l'enseignement primaire reçu au Québec ;                                                       | 3° les enfants dont le père et la mère ne sont pas citoyens canadiens mais dont l'un d'eux a reçu un enseignement primaire en anglais au Québec, pourvu que cet enseignement constitue la majeure partie de l'enseignement primaire reçu au Québec ; |
| 4° les enfants qui, lors de leur dernière année de scolarité au Québec avant le 26 août 1977, recevaient l'enseignement en anglais dans une classe maternelle publique ou à l'école primaire ou secondaire, de même que leurs frères et sœurs ;                                                            | 4° les enfants qui, lors de leur dernière année de scolarité au Québec avant le 26 août 1977, recevaient l'enseignement en anglais dans une classe maternelle publique ou à l'école primaire ou secondaire, de même que leurs frères et sœurs ; |
| 5° les enfants dont le père ou la mère résidait au Québec le 26 août 1977, et avait reçu un enseignement primaire en anglais hors du Québec, pourvu que cet enseignement constitue la majeure partie de l'enseignement primaire reçu hors du Québec.                                                       | 5° les enfants dont le père ou la mère résidait au Québec le 26 août 1977, et avait reçu un enseignement primaire en anglais hors du Québec, pourvu que cet enseignement constitue la majeure partie de l'enseignement primaire reçu hors du Québec. |
| | Il n'est toutefois pas tenu compte de l'enseignement en anglais reçu au Québec dans un établissement d'enseignement privé non agréé aux fins de subventions par l'enfant pour qui la demande est faite ou par l'un de ses frères et sœurs. Il en est de même de l'enseignement en anglais reçu au Québec dans un tel établissement, après le 1er octobre 2002, par le père ou la mère de l'enfant. Il n'est pas tenu compte non plus de l'enseignement en anglais reçu en application d'une autorisation particulière accordée en vertu des articles 81, 85 ou 85.1. |

#### L'inconstitutionnalité
Le 22 octobre 2009, la Cour suprême du Canada a rendu un jugement sur la constitutionnalité de la modification apportée à la Charte par le projet de loi no 104. Le jugement Nguyen c. Québec a ordonné au gouvernement québécois de modifier cet article de façon à ne pas exclure automatiquement un séjour dans une école anglaise non subventionnée aux fins de l'admissibilité à l'école subventionnée.
Selon la Cour, l'article 23 de la Charte canadienne des droits et libertés oblige le Québec à offrir l'enseignement primaire et secondaire en anglais à la minorité anglophone. Pour ce faire, le gouvernement doit analyser le parcours de chaque enfant afin de déterminer s'il devrait avoir accès ou non à une telle école. En excluant systématiquement de l'analyse le parcours fait à l'école non subventionnée, le gouvernement du Québec ne procèderait pas à une analyse complète du parcours de l'enfant.
La décision de la Cour s'est basée en grande partie sur sa précédente décision, Solski c. Québec,. Dans cet arrêt, la Cour avait jugé qu'il était constitutionnel pour le Québec d'exiger que la personne ait passé la « majeure partie » de son parcours à l'école anglaise avant de lui donner accès, mais que cette analyse de la « majeure partie » ne devait pas se limiter à une analyse quantitative. Le gouvernement devait prendre en compte l'ensemble du parcours de l'enfant afin de déterminer s'il aurait accès ou non à l'école anglaise subventionnée.
Ces deux jugements de la Cour suprême ont développé la doctrine du parcours scolaire authentique. Cette doctrine oblige le gouvernement à analyser le parcours d'un élève, afin de voir s'il a fréquenté l'école anglaise non subventionnée seulement pour contourner la loi ou s'il avait un parcours scolaire authentique visant à faire partie de la minorité anglophone.

#### La réaction du gouvernement
Outre certains groupes anglophones, la plupart des acteurs politiques québécois se sont montrés choqués de la décision de la Cour suprême. La ministre responsable de l'application de la Charte de la langue française, Christine St-Pierre s'est dite déçue par la décision, mais a annoncé son intention de travailler pour rendre la Charte de la langue française conforme à la décision de la Cour suprême.
C'est en juin 2010 que le gouvernement Charest a annoncé la suite qu'il allait donner à la décision Nguyen c. Québec. Le gouvernement a présenté à l'Assemblée nationale la loi modifiant la Charte de la langue française et d'autres dispositions législatives (projet de loi no 103). Ce projet de loi comprenait plusieurs mesures, dont la principale était l'instauration d'une grille afin d'évaluer le parcours scolaire authentique d'un enfant. Outre les enfants ayant déjà accès à l'école anglaise subventionnée (voir la section L'école anglaise subventionnée ci-dessus), la grille allait permettre de déterminer si d'autres enfants devaient ou non avoir accès à l'école anglaise subventionnée. Si ces enfants démontraient un parcours scolaire authentique en vue d'étudier en anglais, le gouvernement allait leur permettre d'avoir accès à l'école anglaise subventionnée.
Le projet de loi no 103 comprenait plusieurs autres mesures, dont l'ajout de trois articles à la Charte des droits et libertés de la personne. Ces articles avaient pour objectif d'y « consacrer l'importance du français, la langue officielle du Québec. »
Avant l'adoption de projet de loi no 103, le gouvernement a toutefois décidé de l'abandonner et de présenter un projet de loi plus succinct, la loi faisant suite aux décisions judiciaires en matière de langue d'enseignement (loi 115). Ce projet de loi ne comprenait que l'instauration de la grille d'évaluation du parcours scolaire authentique. La loi prévoit aussi certaines pénalités aux écoles qui utilisent des moyens pour contourner la Charte de la langue française. Le gouvernement a présenté ce projet de loi quatre jours avant la fin du délai donné par la Cour suprême pour modifier la Charte de la langue française. Le gouvernement a donc utilisé la procédure du bâillon pour limiter les débats parlementaires sur le projet de loi. La loi 115 a été adoptée le 19 octobre 2010.
La loi 115 a permis la réapparition du transfert d'enfants de l'école privée non subventionnée vers le réseau subventionné.

### Création de l'Office québécois de la langue française

#### Les modifications

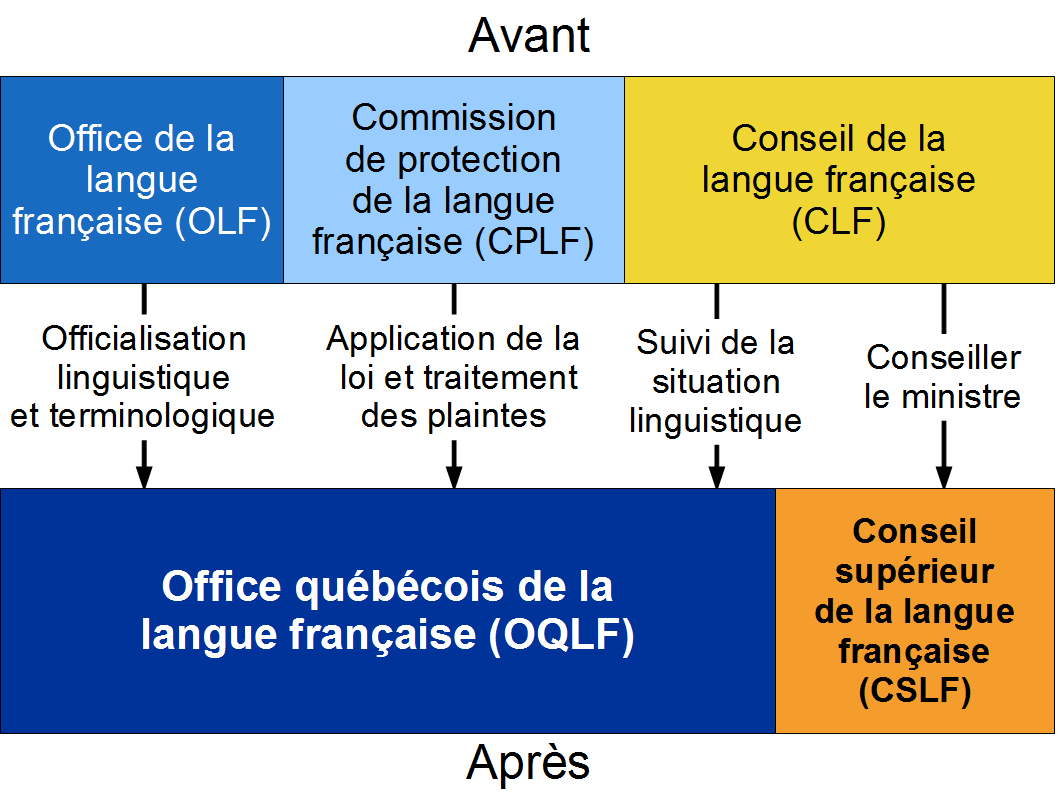
Diagramme illustrant les transferts de responsabilités à la suite de la loi no 104.

La loi a réorganisé les institutions qui s'occupent de la politique linguistique québécoise. Deux organisations sont créées lors de l'entrée en vigueur de la loi (le 1er octobre 2002) : l'Office québécois de la langue française (OQLF) et le Conseil supérieur de la langue française (CSF). L'OQLF est constitué de la fusion entre l'Office de la langue française (OLF) et la Commission de la protection de la langue française (CPLF). Le Conseil supérieur de la langue française succède quant à lui au Conseil de la langue française (CLF).
L'objectif de la ministre, par cette réforme, est de permettre à l'Office « d'avoir une vision d'ensemble de la problématique linguistique au Québec. » Selon Diane Lemieux, la réforme permettrait ainsi de clarifier le mandat de chacune des organisations et d'assurer une meilleure cohérence dans l'action. L'OQLF devient de fait l'organisme principal responsable de l'application de la Charte de la langue française.
De façon plus concrète, l'OQLF hérite de trois principaux champs d'activités. Premièrement, il est responsable du suivi de la situation linguistique au Québec. Ce mandat était autrefois celui du Conseil de la langue française (CLF). Deuxièmement, il hérite de la fonction d'officialisation linguistique et terminologique autrefois attribuée à l'Office de la langue française. Cette fonction d'offre de services comprend notamment le Grand dictionnaire terminologique et la Banque de dépannage linguistique. Finalement, l'OQLF se voit attribuer les fonctions d'application de la loi, notamment le traitement des plaintes et la francisation des milieux de travail. Ces deux responsabilités étaient jadis confiées à la Commission de la protection de la langue française (CPLF). Deux comités sont formés pour remplir les mandats : le comité d'officialisation linguistique et le comité de suivi de la situation linguistique.
De son côté, le Conseil de la langue française (CLF) devient le Conseil supérieur de la langue française (CSLF), mais perd la responsabilité du suivi de la situation linguistique qui est confiée à l'OQLF. Le Conseil supérieur devient donc un organisme de conseil du ministre responsable de l'application de la Charte de la langue française,.

#### Critiques

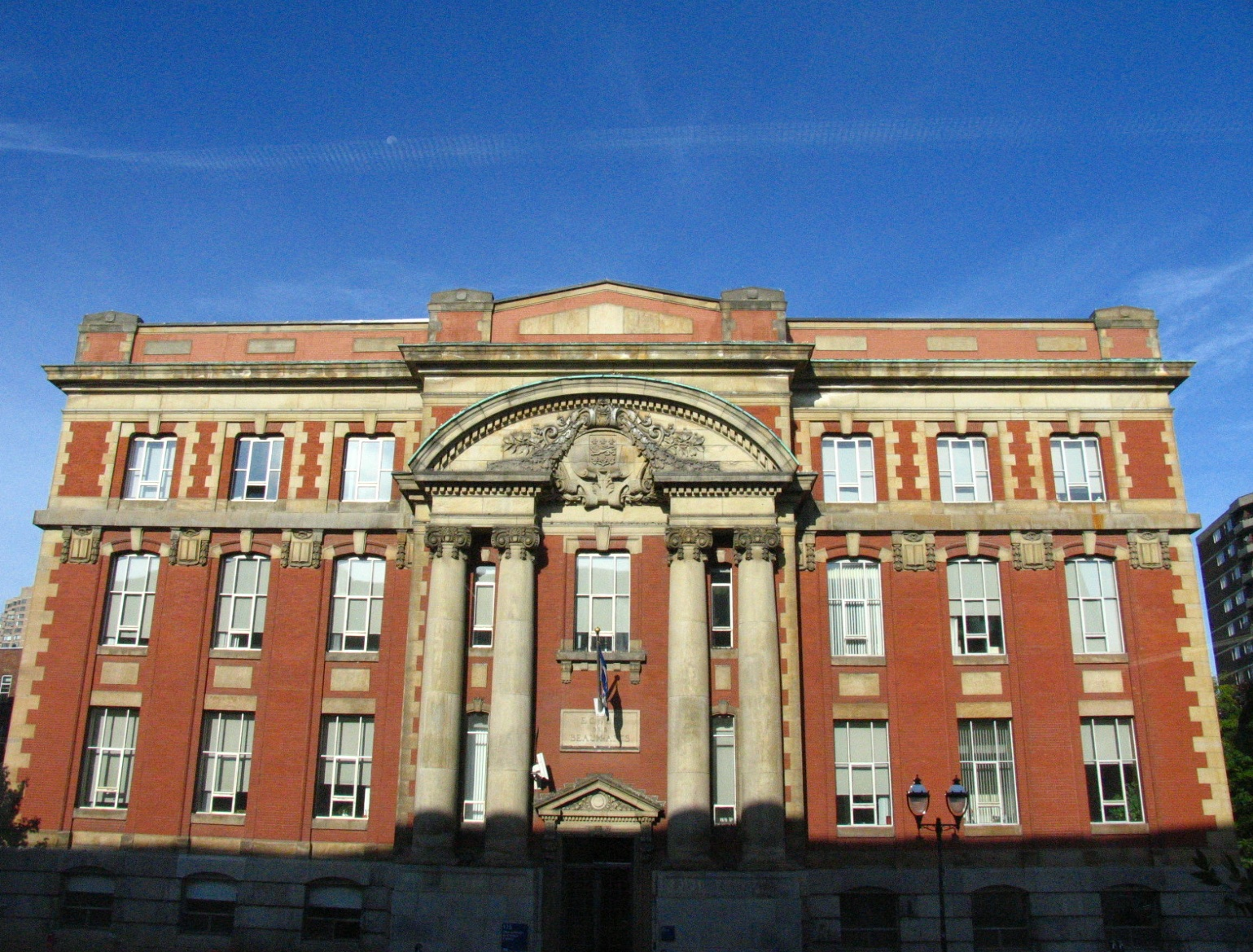
Édifice Camille-Laurin, siège social de l'Office québécois de la langue française, à Montréal.

Cette réorganisation a suscité à l'époque des critiques du Parti libéral. Le porte-parole de l'opposition officielle pour les questions relatives à la Charte de la langue française, Pierre-Étienne Laporte, a soulevé le fait que les missions de surveillance de la situation linguistique et celles de la mise en œuvre des politiques se trouvaient sous le même organisme, l'OQLF. Cela causerait, selon lui, un conflit d'intérêts flagrant : « Comment un Office, qui est responsable des opérations, va-t-il pouvoir, en toute fiabilité et en toute objectivité, poser des jugements sur le résultat de ses propres opérations? »
L'opposition libérale a été appuyée par plusieurs défenseurs de la langue française dans la société civile. Le sociologue Guy Rocher a critiqué le gouvernement pour avoir retiré le mandat de recherche du Conseil de la langue française. Selon lui, ce changement empêcherait le conseil de jouer son rôle de critique. De plus, Rocher dénonce le conflit d'intérêts qui est créé au sein de l'Office et l'influence que le ministre pourra y exercer, perdant l'indépendance qu'avait le Conseil de la langue française,. La position de Guy Rocher a été appuyée par le chroniqueur du Devoir Michel David et par des groupes de la société civile dont le Mouvement national des Québécoises et Québécois (MNQ), la Fédération des travailleurs et travailleuses du Québec (FTQ), la Confédération des syndicats nationaux (CSN) et le Syndicat des professionnelles et professionnels du gouvernement du Québec (SPPGQ),
Le Conseil de la langue française s'est lui aussi opposé aux changements des mandats, notamment à l'amputation du mandat de recherche et à la fusion des fonctions « services » et « coercitifs » au sein de l'OQLF.
Le rapport des États généraux de la langue française proposait quant à lui un tel regroupement, mais en conservant un observatoire sociolinguistique qui aurait été responsable de veiller au suivi de la situation de la langue et des politiques publiques mises en place.

#### La Commission de toponymie du Québec
Dans le projet de loi initial présenté par Diane Lemieux, la fusion menant à l'Office québécois de la langue française comprenait aussi la Commission de toponymie du Québec. Cette suggestion provenait du rapport des États généraux. Toutefois, la Commission a été écartée de la fusion dans le projet final notamment en regard des nombreuses critiques dont a été l'objet ce projet de regroupement. Plusieurs personnalités liées à la toponymie québécoise arguaient que le fonctionnement de la Commission était un modèle au niveau international, notamment en raison de sa grande indépendance. Plusieurs intervenants du milieu de la toponymie, dont le géographe Jean-Marie Dubois, ne comprenaient pas ce qui motivait un changement d'organisation d'une institution qui fonctionnait, selon eux, très bien.

### Politique linguistique
La loi crée une obligation pour les collèges et les universités québécoises de se doter d'une politique linguistique. L'objectif de la ministre était que les établissements « jouent un rôle actif pour ce qui est de l'emploi de la langue française. » Les institutions avaient ainsi jusqu'au 1er octobre 2004 pour se doter d'une politique qui traitait d'éléments comme la langue d'enseignement, la langue utilisée dans les communications ou la langue de travail. Pour leur part, les établissements anglophones devaient aussi se doter d'une telle politique, mais elle ne pouvait traiter simplement que de l'enseignement du français comme seconde langue et de la communication avec les organismes extérieurs à l'institution.
Cette modification a reçu l'appui de la Conférence des recteurs et des principaux des universités du Québec (CREPUQ) et de la Fédération des cégeps,.

### Langue dans l'administration publique
| Texte actuel (1993-…) | Texte tel que modifié par la loi no 104 |
| --- | --- |
| 16. Dans ses communications écrites avec les autres gouvernements et avec les personnes morales établies au Québec, l'Administration utilise la langue officielle. | 16. Dans ses communications écrites avec les autres gouvernements et avec les personnes morales établies au Québec, l'Administration utilise uniquement la langue officielle. Toutefois, le gouvernement peut déterminer, par règlement, les cas, les conditions ou les circonstances où une autre langue peut être utilisée en plus de la langue officielle. |

Le premier article de la loi no 104 visait à modifier l'article 16 de la Charte de la langue française afin que l'administration publique québécoise s'exprime « uniquement » en français avec les autres gouvernements et les personnes morales. L'ajout du terme « uniquement » dans la Charte avait comme objectif d'interdire aux fonctionnaires du gouvernement d'utiliser parfois l'anglais pour communiquer avec des entreprises québécoises. Ce terme avait été enlevé lors de l'adoption de la loi 86 par le gouvernement Bourassa en 1993.
Toutefois, bien que la réintégration du terme « uniquement » ait été adoptée en même temps que le reste du projet de loi no 104, ce même projet de loi laissait au gouvernement le soin de décider à quel moment cette modification allait entrer en vigueur. Le gouvernement n'ayant jamais décidé du moment d'entrée en vigueur, l'article 16 de la Charte est resté inchangé jusqu'à maintenant. Cette situation a été dénoncée par le Mouvement Montréal français qui a demandé en 2007 à la ministre Christine St-Pierre de mettre en application la modification. La modification laissait toutefois la possibilité pour le gouvernement d'émettre des exceptions à cette règle générale.

### Langue dans le milieu de travail
La loi modifie aussi quelques dispositions de la Charte de la langue française relativement à la francisation des entreprises québécoises. Selon la Charte, les entreprises de 50 employés ou plus doivent avoir un certificat de francisation de l'Office québécois de la langue française. La loi vient diminuer le délai pour s'enregistrer auprès de l'Office et pour produire, si nécessaire, un « plan de francisation ». Le délai total est maintenant d'un an, alors qu'il était de deux ans auparavant. Le porte-parole libéral a critiqué cette mesure en relevant que ce n'est pas seulement en diminuant le délai que les entreprises vont automatiquement pouvoir produire les plans plus rapidement.
Les comités de francisation, déjà présents dans les entreprises de 100 employés et plus, deviennent paritaires entre les représentants des patrons et des employés. De plus, l'Office peut maintenant exiger un tel comité pour des entreprises de 50 à 99 employés si nécessaire. La loi apporte aussi des protections aux employés qui participent à de tels comités, notamment contre la diminution de leur salaire ou toute forme de discrimination de l'employeur,.
Ces modifications constituaient des compromis entre les positions syndicales et patronales sur la francisation des entreprises. Lors des consultations sur le projet de loi, les groupes patronaux avaient exprimés leur déception à l'effet que le gouvernement utilise la voie de la coercition, plutôt que de l'incitation, pour franciser les entreprises,. De plus, le Conseil québécois du commerce de détail (CQDC) était insatisfait de la diminution du délai pour produire un plan de francisation. Les groupes syndicaux étaient quant à eux satisfaits des mesures, mais reprochaient au gouvernement de ne pas en faire plus sur le soutien organisationnel aux comités de francisation et sur les entreprises de moins de 50 employés,. Ils auraient aimé que la Charte de la langue française contiennent des mesures pour franciser ces petites entreprises.